# Šešir
Šešir je odjevni predmet kojim se pokriva glava. Sastoji se od "glave" u obliku kupole, tuljka ili zvona na užim ili širim zavinutim krilima, tj. obodom. Izrađuje se od biljnih vlakana, slame,  dabrove ili zečje dlake, svile, vune, kože, platna, baršuna, a u novije doba i od sintetike. Koristi od pretpovijesnog doba, najviše kao zaštita od vrućine i kiše pri radu na otvorenom prostoru, ali ima i estetsku ili higijensku funkciju, te se koristi i za isticanje statusa.

## Povijest
U drevnom Egiptu, faraon je periku pokrivao crvenom kapom ili bijelom tijarom, dok su u Mezopotamiji bili rašireni turbani ili kape od krzna, kao i u drevnoj Palestini gdje su židovski svećenici nosili stožasti bijeli šešir. Dok su u Minojsko doba žene s Krete osmislile razne i bizarne oblike, u Rimu je šešir bio smatran simbolom slobode, te je svaki oslobođenik dobivao šešir. Takvo simbolički značaj imao je i kod Germana. U 10.st. u seljačkoj nošnji mnogih naroda korišten je šešir od slame; pripadao je putničkoj ili lovačkoj opremi. U 12.st, šešir ukrašen krznom ili perjem počinje se koristiti u europskoj ženskoj i muškoj nošnji, dok je u 14.st. u modi burgundskog dvora. 
Tijekom srednjeg vijeka žene su šešire obogatile raznobojim trakama isprepletim s cvijećem, dok su muškarci koristili veliku kapuljaču koja se oslanjala na ramena, što je u 14. stoljeću zamijenjeno kapom s repom koji je nošen na lijevoj ili desnoj strani, ovisno o društvenom i političkom statusu. Upravo tijekom 14. stoljeća šešir poprima oblike po kojima je poznat i danas, te je renesansa uzdigla običaj nošenja šešira zahvaljujući raskoši materijala i oblika.
Za renesanse šešir ustupa mjesto baretu, ali je opstao u nekim seljačkim nošnjama i odorama plaćeničke vojske. 
Pod utjecajem španjolske i nizozemske dvorske nošnje, u 17.st. opet ulazi u modu šešir sa širokim krilima (Rubensov šešir). Zaokretanje krila na šeširu iz praktičkih je razloga (lovci, vojnici) dovelo do razvoja trorogog šešira koji se zadržao u nekim narodnim nošnjama.
Nakon uvođenja perika šešir poprima sve veće dimenzije te je tijekom 18. stoljeća korišten karakteristični trorogi šešir. Također to doba u Švedskoj je djelovala i "stranka šešira" (hater), nazvana prema trorogim časničkim šeširima. Za Direktorija pojavljuje se dvorogi složivi, "Napoleonov šešir", još i danas dio nekih odora, te njegove varijacije (incroyable). Nakon kratkog revolucionarnog perioda koji je nametnuo povratak jednostavnosti, tijekom 19. stoljeća za muškarce se proširila moda umjerenosti, dok su se u ženskoj modi razvili ekstravagantni i bizarni modeli. Tada se počinje nositi kruti cilindar, kojemu je suprotnost mekani šešir talijanskih karbonara, koji se tijekom vremena, bez svog političkog značaja, pretvara u standardni oblik modernog muškog šešira. Mnogi karakteristični oblici šešira iz prošlosti opstali su u narodnim nošnjama nekih zemalja (torero, sombrero, breton). U žensku nošnju ulazi s Francuskom 
revolucijom i od tada je, mijenjajući svoje oblike nerijetko i pod utjecajem političkih previranja, modni rekvizit najviše izložen hirovima mode. Šešir je bio i predmet počasti (papa daruje posvećeni šešir kardinalima i istaknutim vjernicima), ali i simbol poruge (u Njemačkoj i Francuskoj bankroteri su izloženi javnosti dobivali žuti ili zeleni šešir). 
U 20. stoljeću, kreirani su polucilidri, slamnati i plosnati šeširi, koji su bili u modi veći dio stoljeća. Do 1960-ih, šešir je bio skoro obavezan odjevni predmet kod oba spola, ali od tada se rjeđe nosi, najčešće u elegantnijim odjevnim kombinacijama ili kao zaštita od vremenskih utjecaja.

## Industrija šešira
Tijekom druge polovice 19. stoljeća, industrija prerade dlake i sukladne proizvodnje šešira doživjela se značajan procvat u Monzi kraj Milana u Italiji. Brojni proizvođači iz Monze postigli su veliki renome, te se svoje proizvode izvozili i cijeli svijet. Također, čuvena je i tvrtka Borsalino, iz Alessandrije, također u Italiji.

## Galerija
- Bette Davis
- Humphrey Bogart
- Mary Pickford
- William Randolph Hearst

## Vanjske poveznice
- Povijest šešira fabulous-hats.eu